# Gibbs (Missouri)
Gibbs ist ein Village im Adair County im US-Bundesstaat Missouri. Das U.S. Census Bureau hat bei der Volkszählung 2020 eine Einwohnerzahl von 70 ermittelt.

## Geographie
Die Koordinaten von Gibbs liegen bei 40°5'50" nördlicher Breite und 92°25'2" westlicher Länge.
Nach Angaben der United States Census 2010 erstreckt sich das Stadtgebiet von Gibbs über eine Fläche von 0,65 Quadratkilometer (0,25 sq mi). Das komplette Stadtgebiet befindet sich an Land.

## Bevölkerung
Nach der United States Census 2010 lebten in Gibbs 107 Menschen verteilt auf 34 Haushalte und 26 Familien. Die Bevölkerungsdichte betrug 164,6 Einwohner pro Quadratkilometer (428,0/sq mi).
Die Bevölkerung setzte sich 2010 aus 91,6 % Weißen, 1,9 % Afroamerikanern, 1,9 % amerikanischen Ureinwohnern und 4,7 % mit zwei oder mehr Ethnien zusammen. Bei 0,9 % der Bevölkerung handelte es sich um Hispanics oder Latinos. Von den 34 Haushalten lebten in 41,2 % Familien mit Kindern unter 18, in 58,8 % der Haushalten lebten verheiratete Paare ohne Kinder und in 2,9 % der Haushalten lebten Personen über 65 alleine.
Von den 107 Einwohnern waren 38,3 % unter 18 Jahre, 6,5 % zwischen 18 und 24 Jahren, 24,3 % zwischen 25 und 44 Jahren, 24,2 % zwischen 45 und 64 Jahren und in 6,5 % der Menschen waren 65 Jahre oder älter. Das Durchschnittsalter betrug 29,8 Jahre und 52,3 % der Einwohner waren männlich.